# Baarnse moordzaak (1999)
De tweede Baarnse moordzaak vond plaats in 1999, waarna de zaak in 2003 werd opgelost. De zaak staat bekend als de tweede omdat er in 1960 al de geruchtmakende "eerste" Baarnse moordzaak was geweest.
In 1999 verdween het Baarnse echtpaar Hans en Ria Muller. Volgens huisvriend Paul de Rijk waren ze vertrokken naar België en hadden zich daar bij een sekte aangesloten. In 2003 onderzocht Peter R. de Vries de zaak. Hij ontdekte dat het huis van de Mullers werd bewoond door deze huisvriend De Rijk, die in dezelfde plaats ook een kinderboerderij beheerde. De Vries wijdde een uitzending aan de zaak. Naar aanleiding van de uitzendingen begon de politie een onderzoek en werd er huiszoeking gedaan, zowel in het huis van de Mullers als in de kinderboerderij. Op de kinderboerderij werden de stoffelijke resten van de Mullers gevonden; ze bleken met messteken en wurgdraad om het leven te zijn gebracht. De Rijk werd voor deze dubbele moord veroordeeld.
In eerste aanleg werd De Rijk door de rechtbank Utrecht een levenslange gevangenisstraf opgelegd. Het gerechtshof Amsterdam vernietigde dit vonnis op 24 oktober 2005 en legde de verdachte in plaats daarvan een gevangenisstraf voor de duur van zestien jaren op en gelastte De Rijk terbeschikking te stellen en beval daarbij dat hij van overheidswege zal worden verpleegd. Het hof nam bij de strafoplegging in aanmerking dat de verdachte jarenlang een goede bekende van de slachtoffers was: "Voor zover verdachte door [slachtoffer 1 en slachtoffer 2] al niet als een huisvriend werd beschouwd was hij minst genomen een zeer goede en vertrouwde bekende. Het is bijzonder schokkend dat verdachte juist diegenen tot wie hij in zo’n bijzondere relatie stond heeft vermoord. Extra schokkend is dat verdachte na de eliminatie van het echtpaar zich heeft gepresenteerd als een zorgzaam zaakwaarnemer voor het echtpaar." Daartegenover stonden in het bepalen van de straftoemeting de persoon van de verdachte en zijn persoonlijke omstandigheden. De deskundigen van het Pieter Baan Centrum kwamen tot de conclusie dat bij de verdachte sprake is van een schizoïde persoonlijkheidsstoornis.
Het hof kwam uiteindelijk tot het oordeel dat de bewezenverklaarde feiten de verdachte slechts in verminderde mate kunnen worden toegerekend en concludeerde: "Levenslange gevangenisstraf komt niet in aanmerking omdat de feiten, hoe ernstig ook, daarvoor niet ernstig genoeg zijn en het hof –het geringe– perspectief dat de deskundigen zien voor een reductie van het gevaarsrisico open wil laten. Levenslange gevangenisstraf -de zwaarste straf die ons recht kent- zou dat blokkeren. Tot het opgeven van elk resocialisatie perspectief –hoe klein in dit geval ook– mag slechts worden besloten in het uiterste geval. Een dergelijk geval doet zich hier niet voor."